# Вижиськ
Вижиськ (пол. Wyrzysk, нім. Wirsitz) — місто в північно-західній Польщі, на річці Лобжонка.

## Персоналії
- Вернер фон Браун (1912—1977) — німецький та американський вчений, конструктор ракетно-космічної техніки.

## Демографія
Демографічна структура станом на 31 березня 2011 року:
|          | Загалом | Допрацездатний вік | Працездатний вік | Постпрацездатний вік |
| -------- | ------- | ------------------ | ---------------- | -------------------- |
| Чоловіки | 2560    | 551                | 1795             | 214                  |
| Жінки    | 2719    | 528                | 1676             | 515                  |
| Разом    | 5279    | 1079               | 3471             | 729                  |